# Villa España
Villa España es una localidad del partido de Berazategui, en el Gran Buenos Aires, provincia de Buenos Aires, Argentina.

## Historia
Data, según referencias, de 1910, fecha en que se instalan familias de origen español como los Olivera que en 1909 adquirieron, en forma parcelada, esas tierras al rematarse un tambo que ocupara Juan Mendiberry.
Al construirse el ramal ferroviario, en 1912, que une los empalmes con las estaciones de Berazategui y Bosques del entonces Ferrocarril del Sur, le fueron otorgadas las tierras a dicha empresa para que en el sitio donde hoy se encuentra, se habilitara una “parada” de trenes que recibirá el nombre de “Estación Villa España”, respetándose el deseo de la pequeña población que se había integrado en una comunidad que ocupaba un perímetro de tierras de once cuadras de norte a sur, con los siguientes nombres: Atanasio Lanz (actual Calle 24), Bartolomé Mitre, La Gran Vía (26), San Martín, Belgrano (28), R. de Altamira (29), Covadonga (30), Barcelona, Islas Malvinas y Sevilla (Avenida Eva Perón); la restante se la conocía como “camino a Ranelagh”.
La inauguración de la “parada” ferroviaria se celebró con una gran fiesta a la que asistió el célebre escritor español don Vicente Blasco Ibáñez y el historiador de esa nacionalidad profesor Rafael de Altamira, acompañados de distinguidas personalidades argentinas.
La iluminación de las calles y de la estación se hacía por medio de lámparas a kerosene, colocadas en faroles sostenidos por postes y distribuidos en la zona céntrica.
En cercanías a la estación de Villa España se encuentra el núcleo de población conocido por “San Francisco”, existía la escuela fundada por Atanasio Lanz, en la calle 1 y 29 (hoy Lanz y Cristóbal Colón). Llevaba entonces el N.º 4, hasta que, al sancionarse la autonomía comunal de Berazategui, por ser la más antigua del distrito, se le asignó el N.º 1.
También existía “La Capilla”, en Lanz y Andalucía (antes calles 1 y 31, ahora calles 24 y 148) donde solo se oficiaba misa los domingos, a cargo de sacerdotes que se trasladaban desde la Capital y otros lugares. Esta capilla pasó a ser la iglesia “Nuestra Señora de Luján”.
El desarrollo de Villa España fue lento. El primer alumbrado público y privado hasta la estación ferroviaria, se habilitó el 12 de octubre de 1932, y las primeras calles pavimentadas, Lanz y Colón, lo fueron en 1960.
Lo que hoy se conoce como “Barrio Luchetti” era la quinta Gargarello, que abarcaba desde la calle Reina Victoria hasta Falucho (ex 39, ahora 140) y desde Belgrano (141) hasta las vías.

## Instituciones
El progreso operado en Villa España se le atribuye a la acción de sus pobladores y de las entidades de fomento, culturales y deportivas.
El 26 de septiembre de 1926 se fundó, en una reunión en la sala de espera de la estación, la Sociedad de Fomento “Villa España”. Poco después, Domingo Napolitano donó un terreno en la calle Circunvalación “A” frente a la estación. 
En 1932, seis años más tarde de la constitución de la Sociedad, comenzó la construcción del primitivo edificio que se integraba con dos saloncitos proyectados por el arquitecto Nicolás Rondinoni.
Con el tiempo la institución fue creciendo gracias a la actividad desplegada por sus integrantes. La Sociedad de Fomento de Villa España es la institución que más ha contribuido con su actividad al progreso de la localidad.
Otra de las entidades populares es el Club Social y Deportivo “Villa España”, fundado el 16 de marzo de 1941, con la finalidad de promulgar el desarrollo de la cultura física, moral e intelectual a sus asociados.
Su sede en la calle Juan de Garay (138), entre la Gran Vía y San Martín es simultánea a su fundación, iniciada con una parcela de tierra que, con el correr del tiempo, sumó otras hasta abarcar la superficie con que cuenta.
Su primera edificación fue un simple quincho, que servía de resguardo para cambiarse a los jugadores participantes en los torneos de fútbol que se realizaban en la cancha situada a media cuadra de distancia. El fútbol era la actividad predominante, pero luego se agregaron otros deportes que lo desplazaron.
El quincho fue sustituido por un salón y bar, construido de igual manera que la obra anterior por las propias manos de los voluntarios de la primera hora. Luego vino la pista de baile, un salón de actos, canchas de bochas y de básquet y una moderna pileta de natación.
El Club Social y Deportivo Villa España exhibe en sus grandes vitrinas, una apreciable cantidad de trofeos que reflejan la activa trayectoria de la entidad que hace honor a la localidad.
Otra institución de significación es la Sociedad de Fomento, Cultural y Deportiva “La Unión de Villa España”, fundada el 22 de abril de 1951, cuyo comienzo fue un terreno de la calle Asturias entre San Martín y Belgrano.
Otras instituciones han formado parte del continuo desarrollo que se ha venido operando en Villa España, algunas ya no existen por haber cumplido su cometido, otras, desaparecieron por inacción. Entre las primeras está la Sociedad Vecinal de Aguas Corrientes y Pavimentación, que supo cumplir una misión importante; el destacamento policial, el primitivo correo, el Centro Comercial, etc.

## Población
Según el censo, contaba con 13,505 habitantes (Indec, 2001).

## Parroquias de la Iglesia católica en Villa España
| Diócesis  | Quilmes                 |
| --------- | ----------------------- |
| Parroquia | Nuestra Señora de Luján |